# Alunișu (Brăduleț), Argeș
Alunișu este un sat în comuna Brăduleț din județul Argeș, Muntenia, România.